# Ammonifex degensii
Ammonifex degensii è una specie di batterio appartenente alla famiglia delle Thermoanaerobacteriaceae.